# Nicola Minessi
Nicola Minessi (Brescia, 5 febbraio 1974) è un ex cestista e dirigente sportivo italiano.